# 李成云
李成云（1955年5月—），男，四川广安人，中华人民共和国政治人物，上海理工大学（原上海机械学院）工业电子自动化专业毕业，四川省工商管理学院工商管理专业研究生学历。曾任四川省人民政府副省长，中共十六大代表。

## 生平
1955年出生于四川广安。1974年3月参加工作，1975年12月加入中国共产党。
历任四川省机械工业厅助理工程师、主任科员、副处长、厅长助理、副厅长、厅长，省经贸委员会常务副主任，2001年出任中共德阳市委书记，并兼任市人大常委会主任，省国资委主任等职。2008年1月出任四川省人民政府副省长、兼四川省工业化城镇化工作领导小组副组长。
2011年9月，李成云因涉嫌违反中共党纪被免去副省长职务，但仍担任四川省工业化城镇化工作领导小组副组长。两个月后复出，任四川省决策咨询委员会副主任。据媒体报道，李被免职的原因是其在四川省机械工业厅的一位南充籍前女同事辞职出国后又以回国经商的名义为至少两个国家和地区搜集情报，她在李成云担任中共德阳市委书记期间成为其情人。尽管李成云并不知晓其双料间谍身份，也并未泄密，但该女子被捕后，李也随即被免职。
2016年4月9日，中共中央纪委宣布李成云涉嫌严重违纪，目前正接受组织调查。2016年7月26日，被中共中央纪委开除党籍、开除公职。其后，李成云受贿一案由贵州省六盘水市中级人民法院审理，并于2017年5月31日宣判，李成云因收受贿赂人民币636万余元被判处有期徒刑十年，并处罚金60万元